# Dijon-Senf

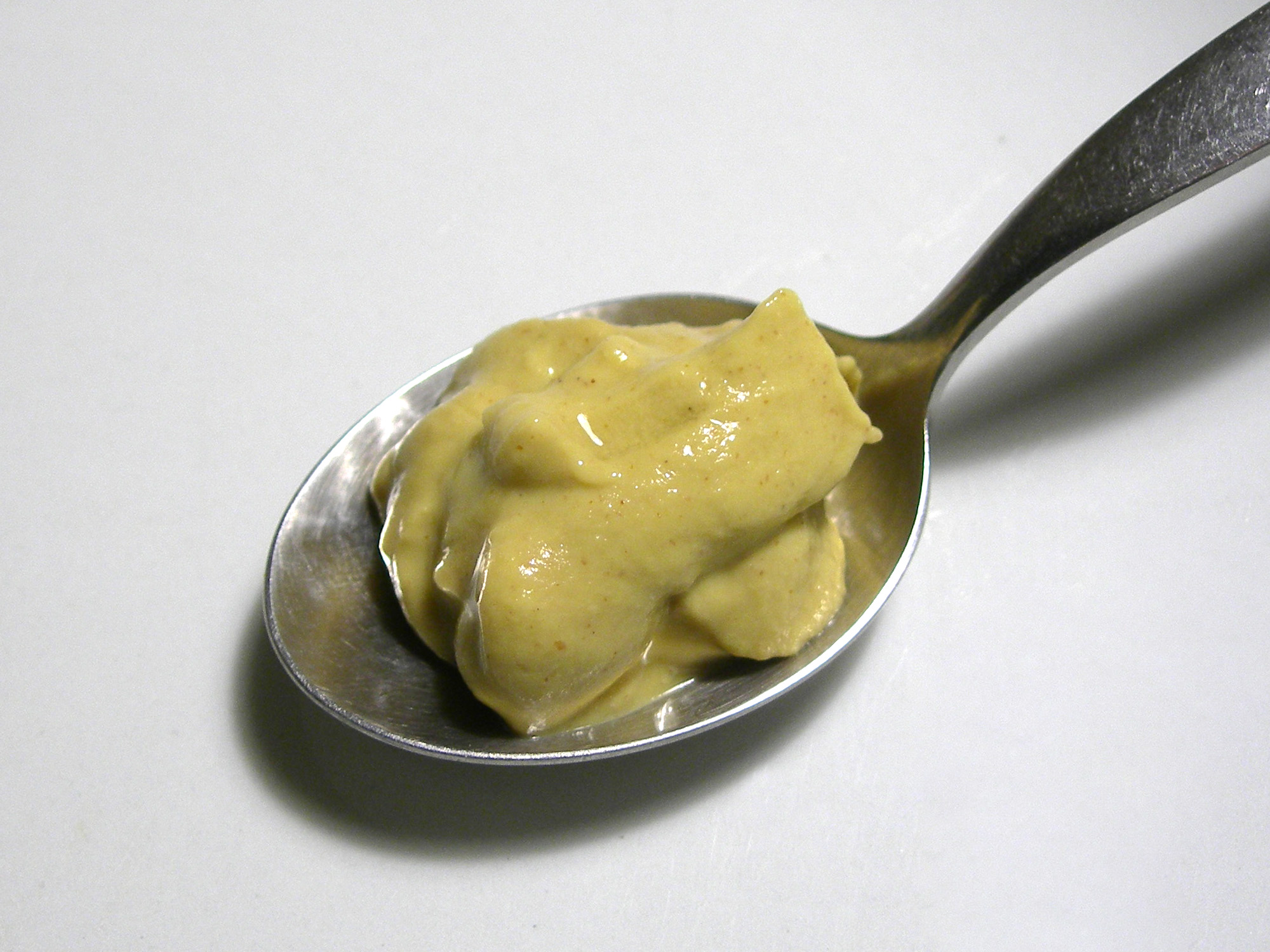
Klassischer Dijon-Senf

Dijon-Senf ist ein scharfer Tafelsenf, der nach der Stadt Dijon benannt ist. Es handelt sich nicht um eine geschützte Herkunftsbezeichnung, sondern um ein Rezept.

## Zusammensetzung und Verwendung
Dijon-Senf besteht heute ausschließlich aus den Samenkörnern des Braunen Senfs oder des Schwarzen Senfs, die nicht entölt werden, was den Senf zum Kochen besonders geeignet macht. Statt mit Essig wird der originale Dijon-Senf auch mit Verjus (Saft aus unreifen Trauben) hergestellt.
Der klassische helle Dijon-Senf besteht aus geschälten Körnern und ist scharf. In der französischen Küche wird er vor allem für Saucen und Dressings verwendet. Dort ist er das Gegenstück des dunkleren und milderen Bordeaux-Senfs. Für Mayonnaise wird ausschließlich Dijon-Senf verwendet.
Es gibt mittlerweile viele, auch grobkörnige Varianten des Dijon-Senfs. Häufig ist die Kombination mit Estragon.

## Geschichte
Die besondere Qualität des Dijon-Senfs, der angeblich auf das 13. Jahrhundert zurückgeht, wurde einst auf den Burgunderwein der Region zurückgeführt. Nach Darstellung von Symphorien Champier (1471–1539) wurde der Dijon-Senf einst in Pastillenform gehandelt und vor der Verwendung in frischem Weinessig aufgeweicht.
Ein Rechtsstreit zwischen Senfherstellern aus Paris (siehe Maison Bornibus) und Dijon im Jahr 1937 hatte den richterlichen Beschluss zur Folge, dass die Bezeichnung Moutarde de Dijon keine geschützte Herkunftsbezeichnung sei.
In Dijon selbst waren die fusionierten Unternehmen Maille und Amora für ihren Dijon-Senf bekannt. Da sich die lokale Produktion nicht langfristig gegen die internationale Konkurrenz behaupten konnte, wird seit 2009 in der Stadt Dijon kein Senf mehr hergestellt. Der Konzern Unilever ließ zum Jahresende 2009 die letzte historische Senf-Fabrik der Stadt schließen. Die Senfkörner für die als Dijon-Senf bezeichneten Produkte kommen hauptsächlich aus Kanada.